# Henri (film)
Henri è un film del 2013 diretto da Yolande Moreau.
Pellicola di produzione franco-belga di genere drammatico.

## Trama
Henri è un italiano emigrato in Belgio, sposato e con una figlia. Gestisce insieme alla moglie un'osteria di paese, che ospita spesso Bibi e René, clienti divenuti amici.
La morte improvvisa della consorte obbliga Henri ad assumere una collaboratrice, Rosette, che col tempo si innamora dell'uomo.

## Riconoscimenti
- Premio Lumière

2014 - Candidato a rivelazione femminile a Candy Ming
- Premio Magritte

2015 - Candidato a miglior film
2015 - Candidato a miglior regista a Yolande Moreau
2015 - Candidato a miglior sceneggiatura a Yolande Moreau
2015 - Candidato a migliore colonna sonora a Wim Willaert